# Render sólido
El render sólido es un algoritmo de renderización algo más complejo que el wireframe en el que se usan técnicas de sombreado rudimentarias.
Cada malla de la escena está formada por polígonos, cada uno de un color. El render sólido calcula el vector normal a cada polígono y calcula (frecuentemente mediante un producto escalar) lo perpendicular que es el polígono a una fuente de luz puntual. De esta forma, cuanto más se acerca el ángulo formado pr la normal y el vector que está en el centro del polígono a cero se considera que el polígono debe de estar más iluminado.
El sombreado es uniforme para todo el polígono.
- Datos: Q9068009